# Noora Räty
Noora Helena Räty (Espoo, 29 maggio 1989) è una hockeista su ghiaccio finlandese.

## Palmarès

### Olimpiadi invernali
- Bronzo a Vancouver 2010

### Mondiali
- Bronzo a Cina 2008
- Bronzo a Finlandia 2009
- Bronzo a Svizzera 2011

### Quattro nazioni
- Argento a Stati Uniti 2013
- Bronzo a Canada 2010

### Coppa delle nazioni
- Oro a Germania 2017